# Uaxaclajuun Ub'aah K'awiil
Uaxaclajuun Ub'aah K'awiil, también conocido como 18 Conejo, fue el 
decimotercer gobernante de la ciudad-estado de Copán (nombre clásico maya Oxwitik) de la poderosa civilización maya.

## Gobierno
El rey Uaxaclajuun Ub'aah K'awiil pertenecía a la dinastía de Yax Kuk Mo y gobernó desde el 2 de enero de 695 hasta el año 738 d. C.; fue precedido por el rey Humo-Imix Dios K (Humo Jaguar).
El rey 18 Conejo hizo construir algunas de las estelas más altas de la región maya.
En el año 738, trece años después de su ascenso al trono, K'ak' Tiliw Chan Yopaa (Cauac-Cielo) se rebeló contra su noble señor (Uaxaclajuun Ub'aah K'awiil) y atacó. Uaxaclajuun Ub'aah K'awiil sufrió una catastrófica derrota y fue capturado por K'ak' Tiliw Chan Yopaat, el gobernante de la ciudad-Estado de Quiriguá y antiguo vasallo de Copán.
Tras su muerte, Uaxaclajuun Ub'aah K'awiil fue sucedido por K'ak' Joplaj Chan K'awiil (Humo Mono).

## Muerte
El ahau Uaxaclajuun Ub'aah K'awiil fue sacrificado mediante un rito de decapitación en Quiriguá.